# Сэки, Канами
Канами Сэки (яп. 関 夏菜美 Сэки Канами,  23 июня 2000, Хоккайдо, Япония) — японская хоккеистка, защитник. Игрок национальной сборной Японии, дебютировавшая в 2019 году. В чемпионате Японии выступает за команду «Дайсин». С 2015 по 2018 год играла в составе юниорской сборной Японии. Победительница двух турниров первого дивизиона юниорского чемпионата мира (2016 и 2018).

## Биография
Канами Сэки родилась на Хоккайдо. В чемпионате Японии играет за команду «Дайсин». В сезоне 2014/15 дебютировала за юниорскую сборную Японии на чемпионате мира до 18 лет. Японская команда выступила неудачно, заняв последнее место и перейдя в первый дивизион. Сэки отдала одну результативную передачу при показателе полезности «−1». На последующем турнире 1-го дивизиона Канами отличилась заброшенной шайбой в матче против сборной Германии. Японки выиграли все матчи на соревновании и получили допуск в элитный дивизион.
В 2017 году сборная Японии не сумела остаться в элите, заняв последнее место. Сэки не набрала баллов за результативность при показателе полезности «−1». В розыгрыше группы A первого дивизиона чемпионата мира 2018 Канами забросила две шайбы и помогла занять сборной 1-е место. В 2019 году Сэки дебютировала за основную сборную Японии на чемпионате мира 2019. Она стала единственным игроком обороны в команде, которая завершила мировое первенство с положительным показателем «плюс-минус». Япония проиграла в 1/4 финала сборной США и заняла на турнире 8-е место.

## Статистика
| Легенда | Легенда                    | Легенда | Легенда                   | Легенда | Легенда    |
| ------- | -------------------------- | ------- | ------------------------- | ------- | ---------- |
| И       | Количество проведённых игр | Штр     | Штрафное время            | +/−     | Плюс-минус |
| Г       | Голы                       | П       | Голевые передачи          | О       | Очки       |
| -       | Статистика неизвестна      | —       | Статистика не учитывалась |         |            |

### Международная
По данным: Eurohockey.com и Eliteprospects.com

## Достижения
Командные
| Год  | Команда         | Достижение                                                           | Достижение |
| ---- | --------------- | -------------------------------------------------------------------- | ---------- |
| 2016 | Япония (юниор.) | Победительница первого дивизиона юниорского чемпионата мира          |            |
| 2018 | Япония (юниор.) | Победительница группы A первого дивизиона юниорского чемпионата мира |            |

- По данным Eliteprospects.com.